# Мідиця альпійська
Мідиця альпійська, або бурозубка альпійська (Sorex alpinus) — вид роду мідиця (Sorex) родини мідицеві (Soricidae). представляє підродину «бурозубих землерийок», або бурозубок (Soricinae).

## Опис
Звірок середньої величини — від 69 до 77 міліметрів завдовжки (не включаючи хвоста, який завдовжки такий, як і тіло) хутро на спині чорне з темно-бурим відтінком, на черевці дещо світліше. У неї найдовший з усіх землерийок хвіст.
В Україні живе тільки в Карпатах.

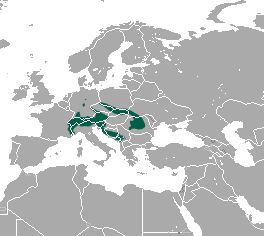
поширення мідиці альпійської

Вид внесено до «Червоної книги України».